# 时空哲学
时空哲学是哲学的一个分支，它关注我们周遭世界的问题，例如本体论，认识论以及空间和时间的特质。这些思想从哲学创立之初便是其核心，时空哲学既是早期分析哲学的灵感来源，也是它的首要关注。该主题侧重于许多基本的问题，包括时间和空间是否独立于心灵，它们是否彼此独立存在，为什么时间只在单向流动，是否存在除当前时刻以外的时间，以及关于同一性的问题。

## 古代与中世纪观点
有关时间的最早哲学记录来自古埃及思想家普塔霍特普（约公元前2650年至2600年），他说：
只要活着，就跟随你的欲望，但不要超过它的欲求，也不要虚度时光，因为浪费时间就是背离灵魂。
公元前2世纪的文献《吠陀》是印度哲学和印度教哲学的最初文本，它描述了古代印度教的世界观，其中宇宙经历了创造、毁灭和重生的循环，每个循环持续 4,320,000 年。 包括巴门尼德和赫拉克利特在内的古希腊哲学家也写了一些关于时间本质的文章。 
印加人将空间和时间视为一个单一的概念，他们将之称为帕查。   
柏拉图在《蒂迈欧篇》中将时间等同于天体的运动周期，将空间等同于事物将达成的存在。亚里士多德在《物理学》第四卷中将时间定义为此刻相对之前和之后的变化次数，并将物体的位置定义为它内部的静止边界。
圣奥古斯丁在《忏悔录》第 11 卷中思考了时间的本质，他问道：“那么，什么是时间？如果没有人问我，我倒是知道；但如果要我将它给解释别人，我不知道。”接着，他描述了思考时间的困难，他指出日常语言的模糊之处：“我们日常谈论事物的方式都是不正确的，但即使我们以不正确的方式谈论它们，我们依旧可以得到完好的理解。” 在讨论时间的问题时，奥古斯丁提出了首个对世界现实的论证（反对亚里士多德），他说，我们对时间的认识取决于我们对事物运动的认识。因此，当没有可度量时间的生物在场时，时间不再存在（忏悔书 XI ¶30；上帝之城书 XI ch.6）。
与相信宇宙没有开端的古希腊哲学家相反，中世纪哲学家和神学家相信宇宙存在一个有限的过去，这个概念现在被称为时间有限论。基督教哲学家约翰·菲洛波努斯提出了早期的论点，这个观点被后来的基督教哲学家和神学家采用，其形式为“不可能存在一个实际的无限”，这个观点如下： 
前提1：“实际的无限是不可能存在的。”
前提2：“一段无限的时间能够容纳无限的事件。”
推论：“不可能存在一段无限的时间，其中容纳有无限的事件。”
11 世纪初，伊斯兰教物理学家海什木在他的《光学之书》（1021）中讨论了我们对空间的感知及其在认识论中的含义。他还通过几何演示驳斥了亚里士多德对拓扑（《物理学》第四章）的定义，他将地点定义为数学空间扩展。 海什木的实验显示了人的内在概念对视觉空间感知的影响。他将对空间的视觉感知与身体的先验概念结合到了一起，海什木明确拒斥了空间感知的直接性，因此也拒绝了视觉的自主性。他认为如果事先没有距离和大小相关的概念，视觉几乎无法告诉我们任何东西。 

## 实在论与反实在论
本体论中传统的实在论认为，时间和空间独立于人的思想存在。相比之下，唯心主义者怀疑或否认外在对象的存在。另外，有一些反实在论者承认心灵之外的对象确实存在，但他们怀疑时间和空间的独立存在。
1781年，伊曼纽尔·康德出版了《纯粹理性批判》，这是哲学史上关于时空概念的最有影响的著作之一。在书中，康德将时间描述为一种先验概念，它与空间等其他先验概念一起，赋予我们对感官体验的理解。康德认为空间和时间都不是物质，它们既非实体，也非经验。他认为这两者都是我们用来构建经验系统的框架元素。对空间的测量用于量化对象之间的距离，对时间测量用于比较事件之间的间隔（或持续时间）。尽管就此而言，空间和时间就成了超验的理想之物——它们依赖心灵而存在，但它们在经验上仍是真实的。根据康德的定义，这些只是经验的先验特征，并不表示它们是“主观”可变的，或仅仅是意识的偶然感知。 
一些唯心主义作家，例如约翰·麦克塔加特在《时间的不实在性》中认为时间是一种幻觉（另见下文时间的流逝部分）。
这里讨论的作家大多是时间和空间方面的实在主义者。例如，戈特弗里德·莱布尼茨认为他的单子存在，至少是独立于观察者的思想而存在。

## 绝对主义和相对主义

### 莱布尼茨和牛顿
对空间和时间是真实存在还是仅仅是观念的大辩论始于物理学家艾萨克·牛顿（通过他的发言人塞缪尔·克拉克）和莱布尼兹的通信，也就是莱布尼茨-克拉克通信。
莱布尼茨反对牛顿的绝对主义立场，他提出了许多思想实验，为了表明绝对位置和绝对速度的假设是存在问题的。他的观点主要体现在两个核心的哲学原则上：充足理由律和不可分者同一性原理。充分理由律认为，对于每一个事实，都有一个理由能够解释它是什么，以及何为所是。不可分者同一性原理认为，如果无法对两个实体作出区分，那么它们就是相同的。
莱布尼茨使用的例子涉及位于绝对空间中的两个不同的子空间。这两个子空间之间唯一的明显区别是后者位于前者左侧五英尺处。这个例子只有在绝对空间存在的情况下才有可能。然而，根据莱布尼茨的说法，这种情况是不可能的，因为如果按照前面的描述，这两个空间在绝对空间中的位置就无法达成充分的理由，因为它们的绝对位置是无法确定的。因此，它与充足理由律相矛盾。此外，在牛顿的绝对空间中可能存在两个截然不同的子空间，它们在所有方面都是不可辨认的，从而与不可分者同一性原理相矛盾。
克拉克（牛顿的发言人）对莱布尼茨论点的回应中最引人注目的是水桶理论：如果我们把装水的水桶挂在绳子上并开始旋转，水桶中的水也会开始旋转，此时水的表面会变成凹形。如果我们手动停止水桶的转动，水将继续旋转，而它在继续旋转的同时，表面将保持凹形。水的凹面显然不是水桶和水相互作用的结果，因为水桶刚开始旋转时，水的表面是平的，当水开始旋转后它才变成凹面，当水桶停止时它仍然是凹面。
克拉克认为有必要用绝对空间的存在来解释诸如旋转和加速度这些现象。克拉克认为，由于水面的曲率变化发生在旋转的水以及包含旋转水的静止桶中，因此只能通过除了水和水桶外的第三个事物（也即绝对空间）的存在来解释这一现象。
对此，莱布尼茨描述了一个空间，它只作为对象之间的互动关系而存在，在那些对象的互动以外，它不再存在。于是，运动仅作为这些对象之间的关系而存在。牛顿的绝对空间提供了物体运动的绝对参考系。在牛顿的系统中，参考系独立于其中的对象而存在。于是这些对象物体可以被描述为相对于空间本身移动。在随后的两个世纪里，凹形水面作为绝对空间的证据具有相当的权威。

### 马赫
这场辩论中的另一个重要人物是19世纪的物理学家恩斯特·马赫。虽然他没有否认水桶论证中描述的现象，但他仍然否认了绝对空间的结论，他认为对水桶相对于什么旋转：天上的恒星提供了不同的答案。
马赫认为，像旋转的水桶这样的思想实验是有问题的。如果我们想象一个只包含一个桶的宇宙，根据牛顿的说法，这个桶可以设置为相对于绝对空间旋转，它所包含的水将形成凹面。但在一个不包含任何其它物体的宇宙中，我们很难确定水桶确实是在旋转。所以此时桶中的水面似乎仍可能保持平坦。
马赫认为，实际上，在空无一物的宇宙中进行的水桶实验将保持平坦的水面。但如果此时我们将另一个物体引入到这个宇宙中，例如一颗遥远的恒星，那么现在我们就有了一个可供参照的东西，桶可以被看作是相对于它而旋转的。于是桶内的水可能就会有轻微的弯曲。为了解释我们观察到的弯曲水面，宇宙中物体数量的增加同时也会增加水的曲率。马赫认为，一个物体的动量，无论是角动量还是线动量，都是宇宙中其他物体的共同影响的结果（马赫原理）。

### 爱因斯坦
爱因斯坦提出，物理定律应该建立在相对论的基础上。相对论认为，无论使用何种参考系，应用在观察者上的物理规则都必须相同，并且光在所有参考系中都以相同的速度传播。这一理论是由麦克斯韦方程组定义的，该方程组可以推导出电磁波在真空中以光速传播。然而，麦克斯韦方程没有给出这个速度是相对于哪个参考系。在爱因斯坦之前，人们认为这个速度是相对于一种称为以太的固定介质而存在的。狭义相对论否定了以太的理论，它认为光在所有惯性系中都以光速传播，并探讨的这一推论的引申意涵。
所有对光速相对性的测试都以失败告终，所以这也间接肯定了爱因斯坦有关光速理论的正确性。狭义相对论描述的世界不包含绝对参考系，既没有绝对空间也没有以太。随后，爱因斯坦通过等效原理将相对论推广到了非惯性参考系。等效原理指出，观察者在引力场中感受到的力和在加速场中感受到的力是无法区分的，那么这也就是说，物体的质量扭曲了它附近的时空几何，正如爱因斯坦场方程所描述的那样。
爱因斯坦部分赞成马赫原理，认为遥远的恒星可以解释惯性力，因为它们的引力场部分阻碍了物体的加速，从而产生了惯性力。但与莱布尼茨的说法相反，爱因斯坦认为这种时空的扭曲以及物体的其他特征（例如体积、质量）都是物体不可分割的一部分。于是，假如一个人持有与唯心主义者相反的观点，即认为物体独立于我们的心灵存在，那么根据相对论的推论，时间和空间也必然独立于我们心灵的存在。

## 约定论
约定论（Conventionalism）指出，关于空间和时间的几何形状只是约定俗成的。这种观点的首位支持者亨利·庞加莱。当庞加莱了解到全新的非欧几里得几何时，他开始认为，将哪种几何应用于空间对象是由惯例决定的，对于我们生活的球形世界，不同的几何都具备描述对象的良好能力。
这一观点被赖欣巴哈提出并发展，并纳入了相对论物理学的考虑。赖欣巴哈的约定论适用于空间和时间，它们主要关注定义的协调。
约定论的定义主要体现在两个方面。首先，它与长度单位的协调有关，因为我们永远无法直接理解长度。我们必须借助一些物理对象，例如国际计量局的标准米，或者镉的波长，以此作为我们的度量单位。其次，它涉及到物体的分离。尽管我们可以大概的确定两根相邻的测量尺长度是否相等，但假如它们并非相邻而是相距甚远，我们就会发现我们不能说它们总是等长的。这种不可能性破坏了我们确定两个相互远离的物体长度是否等同的能力。所以，长度的等同性必须通过坐标定义来推出。
赖欣巴哈认为，通过对光速的定义，这样的坐标定义实际上已经在广义相对论默认使用了。最终，这种坐标定义也就确定了时空几何。
正如绝对主义/相对主义的辩论，当代哲学对于约定论学说的正确性仍存在分歧。

## 时空结构
以下是时空哲学和物理哲学对时间和空间结构的探讨。

### 同时的相对性
根据狭义相对论，一个事件对于空间中的不同点而言的同时性是相对而言的，空间中的每个点都由一组不同的事件构成它的当前时刻。

### 不变性与协变性
数学家迈克尔·弗里德曼将绝对主义/相对主义辩论的经验与19、20世纪发明的强大数学工具结合，对数学转换时的不变性和协变性进行了区分。

### 历史框架
这是现代数学方法的进一步应用，试图用现代数学语言来解释关于空间和时间的历史观点。时空概念的历史发展始于我们对世界中物体的理论化，然后随着科学认知的发展，越来越多的人为结构从理论中被移除。例如，亚里士多德的时空既是绝对的，也存在有特殊的位置，比如宇宙的中心和周长；而牛顿的时空观是绝对的，并且是伽利略不变的，但没有特殊位置。

### 空穴论证
由于广义相对论在很大程度上排除了绝对位置的存在，绝对主义和相对主义之间的传统争论已经由对空间位置的争辩转移到时空是否是一种实体的讨论上。其中，约翰·厄尔曼提出的空穴论证 是这场辩论中一个强力的反方观点。

## 时间的流向
时间流向的问题直接源于两个相互矛盾的事实。首先，基本物理定律是时间反演不变的；如果用电影胶片拍摄任何符合物理定律的过程，它的倒放仍是一个物理上可能的过程。然而在宏观层面上，我们对时间的体验却不是反演不变的。 玻璃杯会掉到地上摔碎，但地上的碎玻璃却不会重新组装好飞回到桌面上。我们有对过去的记忆，却没有对未来的记忆。我们无法改变过去，却可以影响未来。

### 因果律
这个问题的解决方案其一是采用形而上学的观点，它认为时间的方向来自因果关系的不对称。我们对过去了解得更多，因为过去的事件是我们的感知与经验来源。

### 热力学定律
热力学定律是这个问题的第二种主要解决方案，同时它也是迄今为止研究最多的方案。我们发现，时间方向的存在与热力学的性质有关。
经典热力学认为，虽然我们的基本物理理论是时间反演对称的，但热力学却不是。尤其是热力学第二定律指出，一个封闭系统的净熵不会减少，这也就解释了为什么我们经常看到玻璃碎裂，却从未看到它们重新聚集。

### 修改基本定律
对时间流逝方向问题的第三种解决方案是修改基本的物理学定律。这个观点的支持者认为，基本的物理定律不是时间反演对称的。例如，与弱核力相关的某些量子力学过程就不是时间可逆的。注意，在处理量子力学时，时间可逆性包含了一个更复杂的定义。但这种类型的解决方案仍是不够的，因为（1）量子力学中的时间不对称现象太少，无法解释宏观上的时间不对称的均匀性；（2）这个理论假设了量子力学是对物理的最终合理描述。 

## 时间的流逝
在分析哲学中，有关时间流逝的问题源于麦克塔格特的一篇论文，在这篇论文中，他提出了两种“时间序列”。第一个系列被称为A 系列。 A 系列是将时间分辨为过去的，现在的和未来的：一个事件原本处于未来，然后它会来到现在，最后流向过去。其次是 B 系列，B系列消除了对未来、现在和过去这些时间模态的参照，它根据时间关系上的“早于”或“晚于”对所有事件进行排序。某种方面看来，这两种时间序列支持者之间的争论可以视为现代早期争论，即绝对时空（由艾萨克·牛顿辩护）和相对时空（由戈特弗里德·莱布尼茨辩护）争论的延续。
麦克塔格特在论文《时间的不实在性》中认为时间不是真实的，因为（1）A 系列是不一致的，（2）B 系列本身不能解释时间的性质，因为 B 系列的一个关键特质来自 A 系列。
在此框架的基础上，我们有两种不同的解决方案。第一种是针对 A 系列的解决方案，我们将时间的生成作为其中心特征，并试图从 A 系列重新构建 B 系列。第二种是针对 B 系列的解决方案，我们认同麦克塔格特对 A 系列的描述，并尝试从 B 系列中重构 A 系列（例如通过时间索引的方式）。

## 二元性
量子场论模型表明，两种不同时空背景下的理论，如AdS/CFT或者T-对偶可能是等价的。

## 现在论与永恒主义
根据现在论，时间是各种现实的序列。在某个时刻，有些东西存在，有些则不存在。这是我们可以处理的唯一现实，例如，我们不能说荷马存在，因为目前他不存在。而另一方面，永恒论者认为时间与其余三个空间维度没有什么不同，它也是一个现实的维度，因此所有事物——无论它位于过去、现在还是未来——都与现在的事物一样真实。那么，根据这一理论，荷马确实存在，但当我们谈论一个遥远的存在，我们仍必须使用某些特殊的词汇——就如我们谈论某个在空间上遥远的事物一样（例如当我们谈论空间上的事物，我们会使用诸如“附近”、“远处”、“上面”、“下面”这些方位词，类似的，在谈论时间上的事物时，我们会使用诸如“在过去”、“几分钟前”这些时间状语）。

## 持续论和接续论
持续论认为，如果一个物体要在时间中存在，那么它就必须在所有的时间中持续的存在（我们可以将它与上一个/下一个时刻的它分开）。而接续论者认为，一个存在于时间中的事物是一个单一的完整存在，如果我们要了解这个物体的完整方面，我们就要考虑到它的所有“时间部分”，或者说所有的存在实例。持续论是我们传统观点所抱有的信念，它源自我们的前哲学思想（当我们与某个人交谈，我们认为自己是与一个完整的对象，而非一个跨时间对象的一部分交谈）。有些持有接续论观点的哲学家，例如大卫·刘易斯认为，接续论要优于持续论，因为它能考虑到事物的变化。